# De Oude Geeuw
De Oude Geeuw was een waterschap in de provincie Friesland, gemeenten Haskerland en Utingeradeel ten zuiden van Akkrum. 
Het waterschap had het regelen van de waterstand en het bevorderen van de verkeersgelegenheid tot doel. Het waterschap richtte een elektrisch gemaal op, daarnaast waren naast de gebruikelijke dijken een schutsluis en een reed onder beheer van het waterschap. De reed werd door het waterschap verhard. Bij de vergadering over waterschapsconcentratie op 23 maart 1964 bleek geen van de aanwezigen voorstander van fusie, die desalniettemin op 15 december 1968 haar beslag kreeg, toen De Oude Geeuw opging in waterschap Boarnferd.
Na verdere fusies valt het gebied sinds 2004 onder Wetterskip Fryslân. 